# South side
«South Side» es un sencillo escrito y producido por Moby, de su álbum Play.

## Reedición
"South Side" aparece como pista cinco del álbum de 1999, Play. Originalmente fue grabada con Gwen Stefani del grupo No Doubt. Sin embargo, Moby excluyó el dueto del álbum debido a problemas técnicos. La versión de "South Side" con Moby y Stefani está disponible en el sencillo editado y en la reedición de Play. La "versión álbum", sin Stefani, está disponible en Go: The Very Best of Moby.

## Video musical
El video musical de "South side" fue dirigido por Joseph Kahn.

## Lista de mezclas oficiales

### CD: Mute (UK)
1. «South Side» (Featuring Gwen Stefani) (Versión sencillo)
2. «South Side» (Featuring Gwen Stefani) (Hybrid Dishing Pump Remix)
3. «South Side» (Álbum Versión)
4. «South Side» (Peter Heller Park Lane Vocal)
5. «Aint Never Learned»
6. «South Side» (Hybrid Dishing Pump Instrumental)
7. «The Sun Never Stops Setting»

### CD: V2 Records
1. «South Side» (Featuring Gwen Stefani) (Versión sencillo)
2. «South Side» (Featuring Gwen Stefani) (Hybrid Dishing Pump Remix)
3. «South Side» (Álbum Versión)

1. «South Side» (Featuring Gwen Stefani) (Versión sencillo)
2. «South Side» (Álbum Versión)

- Datos: Q7568468